# Marlin Piana
Marlin Piana (Kinshasa, 17 luglio 1982) è un ex calciatore della Repubblica Democratica del Congo, di ruolo attaccante.

## Caratteristiche tecniche
Punta centrale, poteva giocare anche come ala sinistra.

## Carriera

### Nazionale
Ha debuttato in Nazionale l'8 settembre 2002, in Libia-RD del Congo (3-2), gara in cui ha siglato la rete del definitivo 3-2 al minuto 52. Ha partecipato, con la Nazionale, alla Coppa d'Africa 2004. Ha collezionato in totale, con la maglia della Nazionale, 7 presenze e quattro reti.